# 사일런트 헌터
《사일런트 헌터》(Silent Hunter)는 MS-DOS용 제2차 세계 대전 잠수함 전투 시뮬레이션으로, 1996년 Aeon Electronic Entertainment가 개발하고 Strategic Simulations가 배급하였다. 이 게임의 배경은 제2차 세계 대전의 태평양 전쟁이며, 플레이어는 미국 해군의 잠수함을 지휘한다. 대부분의 동시대 미국 잣무함들과 일본의 전쟁선들은 일부 상선들과 함께 장식된다.

## 게임플레이
1인 encounter generator를 사용할 수 있으나 표준 플레이 모드는 커리어(career) 모드이며, 플레이어는 자신의 보트를 취하여 적함을 탐색하고 파괴하는 임무를 달성하기 위해 적의 전선을 순찰해야 한다.

## 평가
이 게임은 비디오 게임 리뷰 애그리게이터 게임랭크스에 따르면 호의적인 평가를 받았다. 사일런트 헌터 II의 개발자 숀 스톡(Shawn Storc)은 인터뷰에서 사일런트 헌터가 300,000부의 상업적인 성공을 이루었다고 언급하였다. 1999년 12월, 전 세계 판매량은 350,000부에 도달했다.

## 같이 보기
- 사일런트 헌터 II
- 사일런트 헌터 III
- 사일런트 헌터 4
- 사일런트 헌터 5